# Alberta Vaughn
Alberta Vaughn (Ashland, 27 giugno 1904 – Studio City, 26 aprile 1992) è stata un'attrice statunitense interprete di numerosi cortometraggi al tempo del muto. All'avvento del sonoro, fu interprete di alcuni dei primi film western parlati.

## Biografia

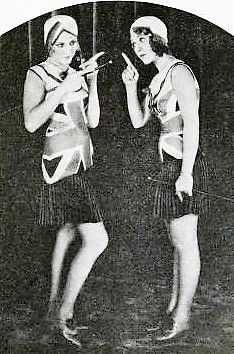
Con la sorella Adamae

Per aver vinto, nel 1920, il concorso di «più bella del Kentucky», Alberta Vaughn andò nel 1921 a Hollywood a recitare il primo di una lunghissima serie di cortometraggi comici e diventare una delle «bellezze al bagno» di Mack Sennett. Nel 1924, fu anche tra le tredici giovani attrici elette WAMPAS Baby Stars.
Tra i suoi film più significativi, The Sleuth (1925) con Stan Laurel, Love in High Gear (1932) con Harrison Ford e Il cavaliere muto (1934) con John Wayne. La sua ultima apparizione avvenne in The Live Wire (1935) di Harry S. Webb, con Richard Talmadge. L'8 aprile 1934 sposò un assistente della Paramount, dal quale divorziò nel 1943. Si risposò nel 1948. Nel marzo del 1949, fu arrestata per ubriachezza dopo essersi rifiutata di pagare un'ammenda. Essendo recidiva, dovette scontare otto mesi di carcere.
La sorella Adamae fu anch'essa attrice. Alberta morì nel 1992, a 87 anni, e fu sepolta nel Valhalla Memorial Park Cemetery di Hollywood.

## Riconoscimenti
- WAMPAS Baby Star nel 1924

## Filmografia parziale

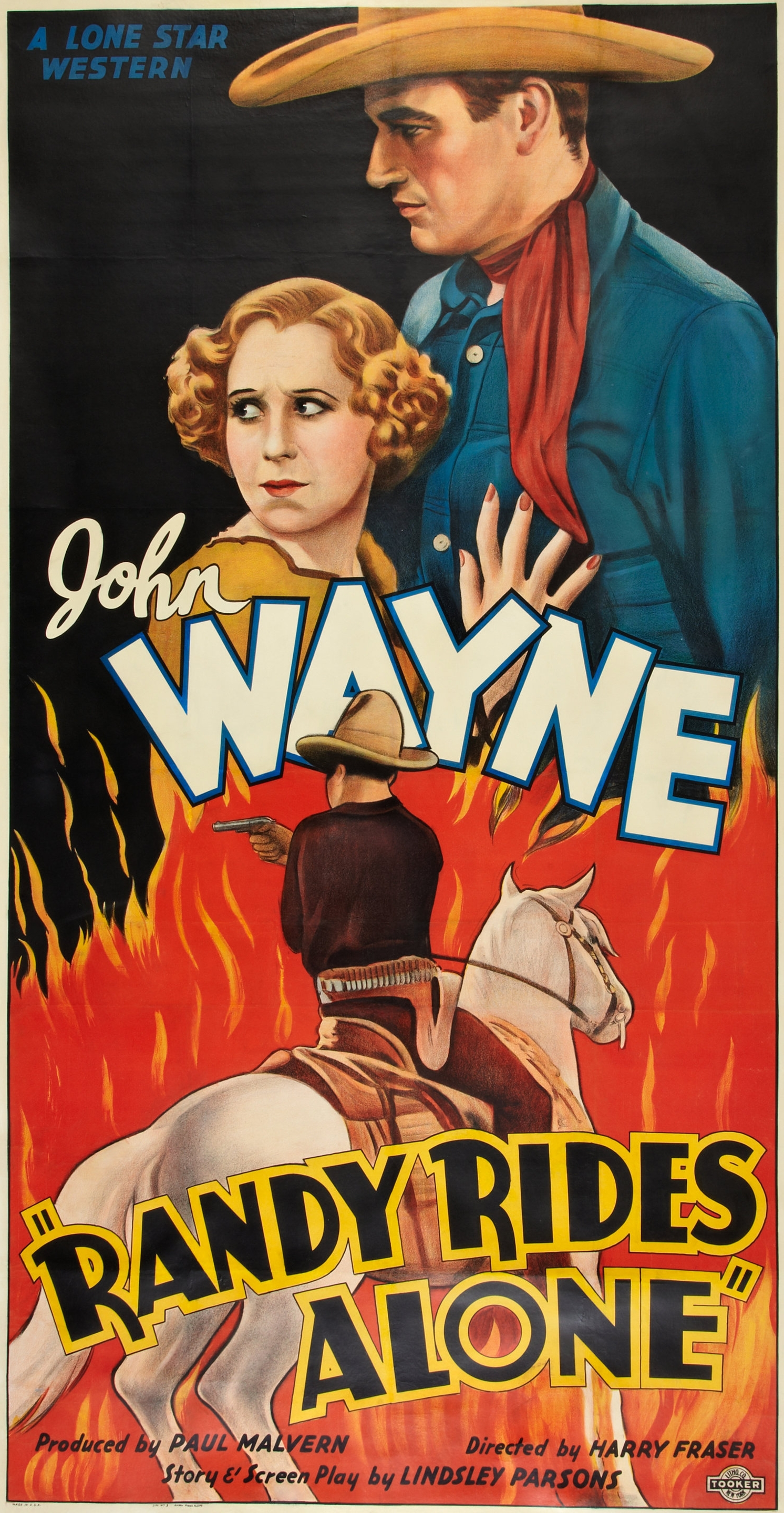
Poster del film Il cavaliere muto

- Stop Kidding, regia di Nicholas T. Barrows e Robert P. Kerr - cortometraggio (1921)
- Sic 'Em Brownie, regia di Alfred J. Goulding - cortometraggio (1922)
- Flip Flops, regia di Roy Del Ruth (1923)
- Who's Hooligan?, regia di Del Andrews (1924)
- The Sleuth, regia di Joe Rock e Harry Sweet (1925)
- Collegiate, regia di Del Andrews (1926)
- Uneasy Payments, regia di David Kirkland (1927)
- Sinews of Steel, regia di Frank O'Connor (1927)
- Grattacieli (Skyscraper), regia di Howard Higgin (1928)
- Old Age Handicap, regia di Frank S. Mattison (1928)
- Amore di re  (Forbidden Hours), regia di Harry Beaumont (1928)
- Vicini rumorosi (Noisy Neighbors), regia di Charles Reisner (1929)
- The Dear Slayer, regia di Phil Whitman (1930)
- Spell of the Circus, regia di Robert F. Hill (1931)
- Love in High Gear, regia di Frank R. Strayer (1932)
- Midnight Morals, regia di E. Mason Hopper (1932)
- Dance Hall Hostess, regia di Reeves Eason (1933)
- Il cavaliere muto (Randy Rides Alone), regia di Harry L. Fraser (1934)
- The Laramie Kid, regia di Harry S. Webb (1935)
- The Live Wire, regia di Harry S. Webb (1935)

## Fonti
- (EN)  Los Angeles Times, Necrologio